# 2016-os női kézilabda-Európa-bajnokság
A 2016-os női kézilabda-Európa-bajnokságot december 4. és 18. között rendezték Svédországban. A svédek másodszor adtak otthont a női kontinenstornának 2006 után. A torna helyszínét 2012. június 23-án hirdette ki az IHF kongresszusa Monacóban.
Az Eb logóját 2014. december 6-án mutatták be.
Az Eb-t Norvégia nyerte meg, története során 7. alkalommal, Magyarország a 12. helyen végzett.

## A rendező kiválasztása
Az EHF 2012. június 23-án döntött az Eb helyszínéről. A svéd pályázat nyert, a török pályázat visszalépése után.

## Résztvevők
| Nemzet        | Részvételi jog | Részvétel megszerzésének dátuma | Korábbi Eb-részvételek |
| ------------- | -------------- | ------------------------------- | ---------------------- |
| Svédország    | Rendező        | 2012. június 23.                | 9                      |
| Franciaország | 7-es csoport   | 2016. március 12.               | 8                      |
| Oroszország   | 6-os csoport   | 2016. március 12.               | 11                     |
| Norvégia      | 1-es csoport   | 2016. június 1.                 | 11                     |
| Románia       | 1-es csoport   | 2016. június 1.                 | 10                     |
| Szerbia       | 2-es csoport   | 2016. június 1.                 | 4                      |
| Csehország    | 2-es csoport   | 2016. június 1.                 | 4                      |
| Hollandia     | 3-as csoport   | 2016. június 1.                 | 5                      |
| Spanyolország | 3-as csoport   | 2016. június 1.                 | 8                      |
| Magyarország  | 5-ös csoport   | 2016. június 1.                 | 11                     |
| Lengyelország | 5-ös csoport   | 2016. június 1.                 | 4                      |
| Németország   | 7-es csoport   | 2016. június 1.                 | 11                     |
| Montenegró    | 4-es csoport   | 2016. június 2.                 | 3                      |
| Dánia         | 6-os csoport   | 2016. június 2.                 | 11                     |
| Horvátország  | 4-es csoport   | 2016. június 2.                 | 8                      |
| Szlovénia     | 4-es csoport   | 2016. június 5.                 | 4                      |

### A magyar csapat
A magyar válogatott az Elek Gábor-Ambros Martín ideiglenesen kinevezett kapitánypáros vezetésével selejtezőcsoportját megnyerve jutott ki az Európa-bajnokságra. 2016 nyarán nevezték ki Kim Rasmussent szövetségi kapitánynak, akinek ez volt az első világversenye a magyar válogatottal. A kontinenstorna előtt egy héttel Kolozsváron a Kárpát-kupán vett részt a válogatott, ahol a holland B válogatottat és a házigazda román csapatot legyőzve lett tornagyőztes. A Románia ellen vívott összecsapáson két magyar játékos is megsérült, Kovacsics Anikó és Szucsánszki Zita emiatt nem vehetett részt az Európa-bajnokságon.
Az Európa-bajnokságra utazó 16 fős keretet az alábbi táblázat tartalmazza. Az adatok az Európa-bajnokság előtti állapotot jelzik.
| #                     | Név                | Születési dátum                  | Klub                     | Vál.* | Gólok* |
| --------------------- | ------------------ | -------------------------------- | ------------------------ | ----- | ------ |
| 22                    | Bódi Bernadett     | 1987. március 9. (29 évesen)     | Győri Audi ETO KC        | 120   | 208    |
| 99                    | Dombi Luca         | 1995. november 17. (21 évesen)   | Mosonmagyaróvári KC SE   | 2     | 3      |
| 44                    | Erdősi Ildikó      | 1989. szeptember 14. (27 évesen) | Siófok Galerius Fürdő KC | 31    | 67     |
| 13                    | Görbicz Anita      | 1983. május 13. (33 évesen)      | Győri Audi ETO KC        | 213   | 1029   |
| 61                    | Janurik Kinga      | 1991. november 6. (25 évesen)    | Érd NK                   | 7     | 1      |
| 31                    | Hornyák Dóra       | 1992. január 24. (24 évesen)     | FTC-Rail Cargo Hungaria  | 13    | 16     |
| 14                    | Kisfaludy Anett    | 1990. augusztus 31. (26 évesen)  | Érd NK                   | 9     | 8      |
| 21                    | Kiss Éva           | 1987. július 10. (29 évesen)     | Győri Audi ETO KC        | 69    | 1      |
| 15                    | Klivinyi Kinga     | 1992. március 31. (24 évesen)    | Érd NK                   | 33    | 65     |
| 25                    | Kovács Anna        | 1991. október 24. (25 évesen)    | Dunaújvárosi Kohász KA   | 11    | 22     |
| 66                    | Lukács Viktória    | 1995. január 31. (21 évesen)     | FTC-Rail Cargo Hungaria  | 6     | 14     |
| 34                    | Mészáros Rea       | 1994. április 14. (22 évesen)    | FTC-Rail Cargo Hungaria  | 23    | 5      |
| 30                    | Planéta Szimonetta | 1993. december 12. (22 évesen)   | Thüringer HC             | 38    | 41     |
| 3                     | Schatzl Nadine     | 1993. november 19. (23 évesen)   | FTC-Rail Cargo Hungaria  | 13    | 25     |
| 23                    | Szekeres Klára     | 1987. december 1. (29 évesen)    | FTC-Rail Cargo Hungaria  | 71    | 25     |
| 5                     | Triscsuk Krisztina | 1985. július 17. (31 évesen)     | Siófok Galerius Fürdő KC | 47    | 132    |
| Tartalékként behívott |                    |                                  |                          |       |        |
| 12                    | Szikora Melinda    | 1988. november 19. (28 évesen)   | FTC-Rail Cargo Hungaria  | 1     | 0      |

1. 1 2  A csoportmérkőzések után Janurik Kinga sérülése miatt kikerült a keretből, helyét a középdöntő mérkőzéseken Szikora Melinda vette át.

- Szövetségi kapitány: Kim Rasmussen
- Edző: Siti Beáta, Bakos István

## Játékvezetők
Az Eb-re az alábbi táblázatban olvasható 12 játékvezető-párost jelölték ki. Ezen az Európa-bajnokságon forudult elő először, hogy több női játékvezető-párost delegáltak a tornára, mint férfit. A 12 párosból 7 női.
Játékvezetői szempontból újdonság, hogy lehetőségük van a videóbíró alkalmazására a vitatott esetek eldöntésére. A kézilabda-Európa-bajnokságok történetében először a nyitó fordulóban a Hollandia - Németország találkozón alkalmazta a technikát a Horváth–Marton játékvezető-páros. A német Kim Naidziniavicius lövés közben ütközött a holland Kelly Dulferrel, és a visszajátszás alapján, mivel a védőjátékos eltalálta a támadó fejét, piros lapot kapott. A videóbíró alkalmazását korábban is lehetővé tették, az előző szezonban a férfiaknál a Bajnokok ligája Final Fourban hasonló szituációban már alkalmazták. A női szakágban a 2015-ös világbajnokságon sikertelenül debütált a technológia, miután egy szabályos gólt nem adtak meg a játékvezetők.
| Játékvezetők  | Játékvezetők                              |
| ------------- | ----------------------------------------- |
| Horvátország  | Dalibor Jurinović Marko Mrvica            |
| Dánia         | Karina Christiansen Line Hesseldal Hansen |
| Spanyolország | Andreu Marin Ignacio Garcia Serradilla    |
| Magyarország  | Horváth Péter Marton Balázs               |
| Litvánia      | Viktorija Kijauskaitė Ausra Žalienė       |
| Norvégia      | Kjersti Arntsen Guro Røen                 |

| Játékvezetők  | Játékvezetők                         |
| ------------- | ------------------------------------ |
| Lengyelország | Joanna Brehmer Agnieszka Skowronek   |
| Románia       | Diana-Carmen Florescu Anamaria Stoia |
| Oroszország   | Victoria Alpaidze Tatyana Berezkina  |
| Szerbia       | Vanja Antić Jelena Jakovljević       |
| Szlovákia     | Peter Brunovský Vladimír Čanda       |
| Svédország    | Mirza Kurtagić Mattias Wetterwik     |

## Sorsolás
A csoportokat június 10-én sorsolták ki Göteborgban a Liseberg Színházban. Svédország az A csoportba (Stockholm), Lengyelország a B csoportba (Kristianstad), Dánia a C csoportba (Malmö), Norvégia a D csoportba (Helsingborg) került automatikusan.
| 1. kalap                                         | 2. kalap                                               | 3. kalap                                        | 4. kalap                                                |
| ------------------------------------------------ | ------------------------------------------------------ | ----------------------------------------------- | ------------------------------------------------------- |
| - Norvégia - Hollandia - Svédország - Montenegró | - Franciaország - Magyarország - Oroszország - Szerbia | - Spanyolország - Dánia - Románia - Németország | - Lengyelország - Horvátország - Csehország - Szlovénia |

## Csoportkör
A győzelemért 2, a döntetlenért 1 pont járt. A sorrend meghatározásakor a több szerzett pont rangsorolt először. Az EHF versenyszabályzata alapján, ha két vagy több csapat a csoportmérkőzések után azonos pontszámmal állt, akkor az alábbiak alapján kellett meghatározni a sorrendet:
1. az azonos pontszámmal álló csapatok mérkőzésein szerzett több pont
2. az azonos pontszámmal álló csapatok mérkőzésein elért jobb gólkülönbség
3. az azonos pontszámmal álló csapatok mérkőzésein szerzett több gól
4. az összes mérkőzésen elért jobb gólkülönbség
5. az összes mérkőzésen szerzett több gól
6. sorsolás

Az időpontok helyi idő szerint értendők.

### A csoport
| Hely. | Csapat        | M | Gy | D | V | G+ | G– | Gk  | P | Továbbjutás |
| ----- | ------------- | - | -- | - | - | -- | -- | --- | - | ----------- |
| 1.    | Szerbia       | 3 | 2  | 1 | 0 | 91 | 87 | +4  | 5 | Középdöntő  |
| 2.    | Svédország    | 3 | 1  | 1 | 1 | 78 | 74 | +4  | 3 | Középdöntő  |
| 3.    | Spanyolország | 3 | 1  | 0 | 2 | 72 | 68 | +4  | 2 | Középdöntő  |
| 4.    | Szlovénia     | 3 | 1  | 0 | 2 | 77 | 89 | −12 | 2 |             |

| 2016. december 4. 15:15 | Szerbia         | 36–34       | Szlovénia | Hovet, Stockholm Nézőszám: 6000 Játékvezetők: Arntsen, Røen (NOR) |
| 2016. december 4. 15:15 | Radosavljević 8 | (17–16)     | Mavsar 9  | Hovet, Stockholm Nézőszám: 6000 Játékvezetők: Arntsen, Røen (NOR) |
| 2016. december 4. 15:15 | 3× 2×           | Jegyzőkönyv | 3× 2×     | Hovet, Stockholm Nézőszám: 6000 Játékvezetők: Arntsen, Røen (NOR) |

| 2016. december 4. 18:00 | Svédország    | 25–19       | Spanyolország | Hovet, Stockholm Nézőszám: 7900 Játékvezetők: Jurinović, Mrvica (CRO) |
| 2016. december 4. 18:00 | Alm, Hagman 5 | (14–10)     | Martín 7      | Hovet, Stockholm Nézőszám: 7900 Játékvezetők: Jurinović, Mrvica (CRO) |
| 2016. december 4. 18:00 | 3× 2×         | Jegyzőkönyv | 3× 4×         | Hovet, Stockholm Nézőszám: 7900 Játékvezetők: Jurinović, Mrvica (CRO) |

| 2016. december 6. 18:30 | Spanyolország | 23–25       | Szerbia | Hovet, Stockholm Nézőszám: 2700 Játékvezetők: Christiansen, Hansen (DEN) |
| 2016. december 6. 18:30 | Martín 6      | (8–11)      | Krpež 6 | Hovet, Stockholm Nézőszám: 2700 Játékvezetők: Christiansen, Hansen (DEN) |
| 2016. december 6. 18:30 | 4× 4×         | Jegyzőkönyv | 3× 1×   | Hovet, Stockholm Nézőszám: 2700 Játékvezetők: Christiansen, Hansen (DEN) |

| 2016. december 6. 20:45 | Szlovénia | 25–23       | Svédország | Hovet, Stockholm Nézőszám: 3700 Játékvezetők: Florescu, Stoia (ROU) |
| 2016. december 6. 20:45 | Mavsar 6  | (13–13)     | Gulldén 10 | Hovet, Stockholm Nézőszám: 3700 Játékvezetők: Florescu, Stoia (ROU) |
| 2016. december 6. 20:45 | 3× 4×     | Jegyzőkönyv | 3× 2×      | Hovet, Stockholm Nézőszám: 3700 Játékvezetők: Florescu, Stoia (ROU) |

| 2016. december 8. 18:30 | Spanyolország | 30–18       | Szlovénia | Hovet, Stockholm Nézőszám: 3100 Játékvezetők: Horváth, Marton (HUN) |
| 2016. december 8. 18:30 | Pena 6        | (14–5)      | Mavsar 5  | Hovet, Stockholm Nézőszám: 3100 Játékvezetők: Horváth, Marton (HUN) |
| 2016. december 8. 18:30 | 4× 3×         | Jegyzőkönyv | 5× 3×     | Hovet, Stockholm Nézőszám: 3100 Játékvezetők: Horváth, Marton (HUN) |

| 2016. december 8. 20:45 | Svédország | 30–30       | Szerbia         | Hovet, Stockholm Nézőszám: 5200 Játékvezetők: Alpaidze, Berezkina (RUS) |
| 2016. december 8. 20:45 | Sand 8     | (15–18)     | három játékos 5 | Hovet, Stockholm Nézőszám: 5200 Játékvezetők: Alpaidze, Berezkina (RUS) |
| 2016. december 8. 20:45 | 5× 2×      | Jegyzőkönyv | 4× 2×           | Hovet, Stockholm Nézőszám: 5200 Játékvezetők: Alpaidze, Berezkina (RUS) |

### B csoport
| Hely. | Csapat        | M | Gy | D | V | G+ | G– | Gk  | P | Továbbjutás |
| ----- | ------------- | - | -- | - | - | -- | -- | --- | - | ----------- |
| 1.    | Franciaország | 3 | 2  | 0 | 1 | 70 | 60 | +10 | 4 | Középdöntő  |
| 2.    | Hollandia     | 3 | 2  | 0 | 1 | 75 | 68 | +7  | 4 | Középdöntő  |
| 3.    | Németország   | 3 | 2  | 0 | 1 | 73 | 71 | +2  | 4 | Középdöntő  |
| 4.    | Lengyelország | 3 | 0  | 0 | 3 | 65 | 84 | −19 | 0 |             |

| 2016. december 4. 18:30 | Hollandia        | 27–30       | Németország | Kristianstad Arena, Kristianstad Nézőszám: 2026 Játékvezetők: Horváth, Marton (HUN) |
| 2016. december 4. 18:30 | Abbingh, Groot 5 | (14–13)     | Huber 7     | Kristianstad Arena, Kristianstad Nézőszám: 2026 Játékvezetők: Horváth, Marton (HUN) |
| 2016. december 4. 18:30 | 2× 3× 1×         | Jegyzőkönyv | 4× 3×       | Kristianstad Arena, Kristianstad Nézőszám: 2026 Játékvezetők: Horváth, Marton (HUN) |

| 2016. december 4. 20:45 | Franciaország   | 31–22       | Lengyelország | Kristianstad Arena, Kristianstad Nézőszám: 1750 Játékvezetők: Christiansen, Hansen (DEN) |
| 2016. december 4. 20:45 | három játékos 5 | (15–9)      | Grzyb 6       | Kristianstad Arena, Kristianstad Nézőszám: 1750 Játékvezetők: Christiansen, Hansen (DEN) |
| 2016. december 4. 20:45 | 5× 3×           | Jegyzőkönyv | 3× 3×         | Kristianstad Arena, Kristianstad Nézőszám: 1750 Játékvezetők: Christiansen, Hansen (DEN) |

| 2016. december 6. 18:30 | Lengyelország | 21–30       | Hollandia       | Kristianstad Arena, Kristianstad Nézőszám: 2105 Játékvezetők: Alpaidze, Berezkina (RUS) |
| 2016. december 6. 18:30 | Wojtas 5      | (11–14)     | Abbingh, Goos 5 | Kristianstad Arena, Kristianstad Nézőszám: 2105 Játékvezetők: Alpaidze, Berezkina (RUS) |
| 2016. december 6. 18:30 | 4× 2×         | Jegyzőkönyv | 4× 3×           | Kristianstad Arena, Kristianstad Nézőszám: 2105 Játékvezetők: Alpaidze, Berezkina (RUS) |

| 2016. december 6. 20:45 | Németország | 20–22       | Franciaország | Kristianstad Arena, Kristianstad Nézőszám: 1805 Játékvezetők: Jurinović, Mrvica (CRO) |
| 2016. december 6. 20:45 | Huber 6     | (11–11)     | Nze Minko 5   | Kristianstad Arena, Kristianstad Nézőszám: 1805 Játékvezetők: Jurinović, Mrvica (CRO) |
| 2016. december 6. 20:45 | 2× 4×       | Jegyzőkönyv | 2×            | Kristianstad Arena, Kristianstad Nézőszám: 1805 Játékvezetők: Jurinović, Mrvica (CRO) |

| 2016. december 8. 18:30 | Németország | 23–22       | Lengyelország | Kristianstad Arena, Kristianstad Nézőszám: 1875 Játékvezetők: Florescu, Stoia (ROU) |
| 2016. december 8. 18:30 | Huber 7     | (12–10)     | Achruk 7      | Kristianstad Arena, Kristianstad Nézőszám: 1875 Játékvezetők: Florescu, Stoia (ROU) |
| 2016. december 8. 18:30 | 3× 2×       | Jegyzőkönyv | 1× 3×         | Kristianstad Arena, Kristianstad Nézőszám: 1875 Játékvezetők: Florescu, Stoia (ROU) |

| 2016. december 8. 20:45 | Hollandia | 18–17       | Franciaország | Kristianstad Arena, Kristianstad Nézőszám: 1730 Játékvezetők: Arntsen, Røen (NOR) |
| 2016. december 8. 20:45 | Visser 5  | (7–12)      | Nze Minko 5   | Kristianstad Arena, Kristianstad Nézőszám: 1730 Játékvezetők: Arntsen, Røen (NOR) |
| 2016. december 8. 20:45 | 2× 1×     | Jegyzőkönyv | 3× 3×         | Kristianstad Arena, Kristianstad Nézőszám: 1730 Játékvezetők: Arntsen, Røen (NOR) |

### C csoport
| Hely. | Csapat       | M | Gy | D | V | G+ | G– | Gk | P | Továbbjutás |
| ----- | ------------ | - | -- | - | - | -- | -- | -- | - | ----------- |
| 1.    | Dánia        | 3 | 3  | 0 | 0 | 78 | 69 | +9 | 6 | Középdöntő  |
| 2.    | Csehország   | 3 | 1  | 0 | 2 | 83 | 83 | 0  | 2 | Középdöntő  |
| 3.    | Magyarország | 3 | 1  | 0 | 2 | 62 | 64 | −2 | 2 | Középdöntő  |
| 4.    | Montenegró   | 3 | 1  | 0 | 2 | 63 | 70 | −7 | 2 |             |

| 2016. december 5. 18:30 | Magyarország | 22–27       | Csehország      | Malmö Isstadion, Malmö Nézőszám: 753 Játékvezetők: Kijauskaite, Žaliene (LTU) |
| 2016. december 5. 18:30 | Kovács 7     | (10–13)     | Hrbková, Malá 5 | Malmö Isstadion, Malmö Nézőszám: 753 Játékvezetők: Kijauskaite, Žaliene (LTU) |
| 2016. december 5. 18:30 | 5× 2×        | Jegyzőkönyv | 3× 3×           | Malmö Isstadion, Malmö Nézőszám: 753 Játékvezetők: Kijauskaite, Žaliene (LTU) |

| 2016. december 5. 20:45 | Montenegró | 21–22       | Dánia       | Malmö Isstadion, Malmö Nézőszám: 1674 Játékvezetők: Brunovský, Čanda (SVK) |
| 2016. december 5. 20:45 | Raičević 7 | (11–14)     | Jørgensen 9 | Malmö Isstadion, Malmö Nézőszám: 1674 Játékvezetők: Brunovský, Čanda (SVK) |
| 2016. december 5. 20:45 | 3× 2×      | Jegyzőkönyv | 2× 3×       | Malmö Isstadion, Malmö Nézőszám: 1674 Játékvezetők: Brunovský, Čanda (SVK) |

| 2016. december 7. 18:30 | Csehország | 27–28       | Montenegró             | Malmö Isstadion, Malmö Nézőszám: 654 Játékvezetők: Kurtagić, Wetterwik (SWE) |
| 2016. december 7. 18:30 | Hrbková 6  | (12–13)     | Jauković, Mehmedović 7 | Malmö Isstadion, Malmö Nézőszám: 654 Játékvezetők: Kurtagić, Wetterwik (SWE) |
| 2016. december 7. 18:30 | 3× 3×      | Jegyzőkönyv | 7× 3×                  | Malmö Isstadion, Malmö Nézőszám: 654 Játékvezetők: Kurtagić, Wetterwik (SWE) |

| 2016. december 7. 20:45 | Dánia       | 23–19       | Magyarország | Malmö Isstadion, Malmö Nézőszám: 1946 Játékvezetők: Brehmer, Skowronek (POL) |
| 2016. december 7. 20:45 | Jørgensen 5 | (12–10)     | Görbicz 6    | Malmö Isstadion, Malmö Nézőszám: 1946 Játékvezetők: Brehmer, Skowronek (POL) |
| 2016. december 7. 20:45 | 5× 3×       | Jegyzőkönyv | 3× 4×        | Malmö Isstadion, Malmö Nézőszám: 1946 Játékvezetők: Brehmer, Skowronek (POL) |

| 2016. december 9. 18:30 | Montenegró     | 14–21       | Magyarország | Malmö Isstadion, Malmö Nézőszám: 1279 Játékvezetők: Marín, García (ESP) |
| 2016. december 9. 18:30 | négy játékos 2 | (6–11)      | Görbicz 5    | Malmö Isstadion, Malmö Nézőszám: 1279 Játékvezetők: Marín, García (ESP) |
| 2016. december 9. 18:30 | 2× 3×          | Jegyzőkönyv | 2× 3×        | Malmö Isstadion, Malmö Nézőszám: 1279 Játékvezetők: Marín, García (ESP) |

| 2016. december 9. 20:45 | Dánia       | 33–29       | Csehország | Malmö Isstadion, Malmö Nézőszám: 3124 Játékvezetők: Antić, Jakovljević (SRB) |
| 2016. december 9. 20:45 | Jørgensen 9 | (13–17)     | Růčková 7  | Malmö Isstadion, Malmö Nézőszám: 3124 Játékvezetők: Antić, Jakovljević (SRB) |
| 2016. december 9. 20:45 | 7× 3×       | Jegyzőkönyv | 5× 4×      | Malmö Isstadion, Malmö Nézőszám: 3124 Játékvezetők: Antić, Jakovljević (SRB) |

### D csoport
| Hely. | Csapat       | M | Gy | D | V | G+ | G– | Gk  | P | Továbbjutás |
| ----- | ------------ | - | -- | - | - | -- | -- | --- | - | ----------- |
| 1.    | Norvégia     | 3 | 3  | 0 | 0 | 80 | 58 | +22 | 6 | Középdöntő  |
| 2.    | Románia      | 3 | 2  | 0 | 1 | 74 | 66 | +8  | 4 | Középdöntő  |
| 3.    | Oroszország  | 3 | 1  | 0 | 2 | 70 | 71 | −1  | 2 | Középdöntő  |
| 4.    | Horvátország | 3 | 0  | 0 | 3 | 68 | 97 | −29 | 0 |             |

| 2016. december 5. 18:30 | Oroszország                     | 32–26       | Horvátország | Helsingborg Arena, Helsingborg Nézőszám: 2571 Játékvezetők: Marín, García (ESP) |
| 2016. december 5. 18:30 | Bobrovnyikova, Zsilinszkajtye 6 | (16–13)     | Penezić 8    | Helsingborg Arena, Helsingborg Nézőszám: 2571 Játékvezetők: Marín, García (ESP) |
| 2016. december 5. 18:30 | 4× 2×                           | Jegyzőkönyv | 9× 4×        | Helsingborg Arena, Helsingborg Nézőszám: 2571 Játékvezetők: Marín, García (ESP) |

| 2016. december 5. 20:45 | Norvégia | 23–21       | Románia | Helsingborg Arena, Helsingborg Nézőszám: 1278 Játékvezetők: Brehmer, Skowronek (POL) |
| 2016. december 5. 20:45 | Mørk 7   | (13–11)     | Neagu 6 | Helsingborg Arena, Helsingborg Nézőszám: 1278 Játékvezetők: Brehmer, Skowronek (POL) |
| 2016. december 5. 20:45 | 6× 3×    | Jegyzőkönyv | 4× 3×   | Helsingborg Arena, Helsingborg Nézőszám: 1278 Játékvezetők: Brehmer, Skowronek (POL) |

| 2016. december 7. 18:30 | Románia           | 22–17       | Oroszország | Helsingborg Arena, Helsingborg Nézőszám: 1279 Játékvezetők: Antić, Jakovljević (SRB) |
| 2016. december 7. 18:30 | Buceschi, Neagu 7 | (11–9)      | Posztnova 4 | Helsingborg Arena, Helsingborg Nézőszám: 1279 Játékvezetők: Antić, Jakovljević (SRB) |
| 2016. december 7. 18:30 | 4× 3×             | Jegyzőkönyv | 2× 2×       | Helsingborg Arena, Helsingborg Nézőszám: 1279 Játékvezetők: Antić, Jakovljević (SRB) |

| 2016. december 7. 20:45 | Horvátország | 16–34       | Norvégia   | Helsingborg Arena, Helsingborg Nézőszám: 1375 Játékvezetők: Kijauskaitė, Žalienė (LTU) |
| 2016. december 7. 20:45 | Penezić 4    | (9–15)      | Frafjord 6 | Helsingborg Arena, Helsingborg Nézőszám: 1375 Játékvezetők: Kijauskaitė, Žalienė (LTU) |
| 2016. december 7. 20:45 | 6× 2× 1×     | Jegyzőkönyv | 5× 3×      | Helsingborg Arena, Helsingborg Nézőszám: 1375 Játékvezetők: Kijauskaitė, Žalienė (LTU) |

| 2016. december 9. 18:30 | Románia  | 31–26       | Horvátország | Helsingborg Arena, Helsingborg Nézőszám: 2435 Játékvezetők: Kurtagic, Wetterwik (SWE) |
| 2016. december 9. 18:30 | Neagu 10 | (15–13)     | Penezić 8    | Helsingborg Arena, Helsingborg Nézőszám: 2435 Játékvezetők: Kurtagic, Wetterwik (SWE) |
| 2016. december 9. 18:30 | 7× 4×    | Jegyzőkönyv | 5× 2×        | Helsingborg Arena, Helsingborg Nézőszám: 2435 Játékvezetők: Kurtagic, Wetterwik (SWE) |

| 2016. december 9. 20:45 | Norvégia            | 23–21       | Oroszország     | Helsingborg Arena, Helsingborg Nézőszám: 2493 Játékvezetők: Brunovský, Čanda (SVK) |
| 2016. december 9. 20:45 | Kristiansen, Mørk 5 | (11–11)     | három játékos 3 | Helsingborg Arena, Helsingborg Nézőszám: 2493 Játékvezetők: Brunovský, Čanda (SVK) |
| 2016. december 9. 20:45 | 3× 2×               | Jegyzőkönyv | 3× 2×           | Helsingborg Arena, Helsingborg Nézőszám: 2493 Játékvezetők: Brunovský, Čanda (SVK) |

## Középdöntő
A középdöntőben az A és B, valamint a C és D csoport továbbjutott csapatai újabb körmérkőzéseket játszottak, de csak azok a csapatok mérkőztek egymással, amelyek a csoportkörben nem találkoztak, azonban a csoportkörben lejátszott eredményeiket is figyelembe vették.
A középdöntőben a sorrendet a csoportkörben is alkalmazott módszer szerint állapították meg.

### 1. csoport
| Hely. | Csapat        | M | Gy | D | V | G+  | G–  | Gk  | P | Továbbjutás   |
| ----- | ------------- | - | -- | - | - | --- | --- | --- | - | ------------- |
| 1.    | Hollandia     | 5 | 4  | 0 | 1 | 142 | 128 | +14 | 8 | Elődöntők     |
| 2.    | Franciaország | 5 | 4  | 0 | 1 | 111 | 100 | +11 | 8 | Elődöntők     |
| 3.    | Németország   | 5 | 3  | 1 | 1 | 124 | 110 | +14 | 7 | Az 5. helyért |
| 4.    | Svédország    | 5 | 1  | 1 | 3 | 126 | 131 | −5  | 3 |               |
| 5.    | Szerbia       | 5 | 1  | 1 | 3 | 122 | 142 | −20 | 3 |               |
| 6.    | Spanyolország | 5 | 0  | 1 | 4 | 108 | 122 | −14 | 1 |               |

| 2016. december 10. 16:15 | Szerbia     | 19–26       | Németország       | Scandinavium, Göteborg Nézőszám: 4212 Játékvezetők: Horváth, Marton (HUN) |
| 2016. december 10. 16:15 | Georgijev 7 | (10–14)     | Huber, Hubinger 4 | Scandinavium, Göteborg Nézőszám: 4212 Játékvezetők: Horváth, Marton (HUN) |
| 2016. december 10. 16:15 | 6× 3×       | Jegyzőkönyv | 9× 2×             | Scandinavium, Göteborg Nézőszám: 4212 Játékvezetők: Horváth, Marton (HUN) |

| 2016. december 10. 18:30 | Svédország | 30–33       | Hollandia | Scandinavium, Göteborg Nézőszám: 6102 Játékvezetők: Jurinović, Mrvica (CRO) |
| 2016. december 10. 18:30 | Gulldén 8  | (13–14)     | Groot 7   | Scandinavium, Göteborg Nézőszám: 6102 Játékvezetők: Jurinović, Mrvica (CRO) |
| 2016. december 10. 18:30 | 4× 2×      | Jegyzőkönyv | 6× 2× 1×  | Scandinavium, Göteborg Nézőszám: 6102 Játékvezetők: Jurinović, Mrvica (CRO) |

| 2016. december 10. 20:45 | Spanyolország | 22–23       | Franciaország | Scandinavium, Göteborg Nézőszám: 3702 Játékvezetők: Christiansen, Hansen (DEN) |
| 2016. december 10. 20:45 | Pena 5        | (14–10)     | Pineau 9      | Scandinavium, Göteborg Nézőszám: 3702 Játékvezetők: Christiansen, Hansen (DEN) |
| 2016. december 10. 20:45 | 6× 4×         | Jegyzőkönyv | 2× 2×         | Scandinavium, Göteborg Nézőszám: 3702 Játékvezetők: Christiansen, Hansen (DEN) |

| 2016. december 12. 16:15 | Spanyolország | 20–20       | Németország | Scandinavium, Göteborg Nézőszám: 1697 Játékvezetők: Arntsen, Røen (NOR) |
| 2016. december 12. 16:15 | Pena 7        | (12–9)      | Hubinger 5  | Scandinavium, Göteborg Nézőszám: 1697 Játékvezetők: Arntsen, Røen (NOR) |
| 2016. december 12. 16:15 | 2× 3×         | Jegyzőkönyv | 3× 4×       | Scandinavium, Göteborg Nézőszám: 1697 Játékvezetők: Arntsen, Røen (NOR) |

| 2016. december 12. 18:30 | Szerbia       | 27–35       | Hollandia        | Scandinavium, Göteborg Nézőszám: 3663 Játékvezetők: Florescu, Stoia (ROU) |
| 2016. december 12. 18:30 | Stoiljković 8 | (12–17)     | Abbingh, Broch 6 | Scandinavium, Göteborg Nézőszám: 3663 Játékvezetők: Florescu, Stoia (ROU) |
| 2016. december 12. 18:30 | 2× 3×         | Jegyzőkönyv | 4× 2×            | Scandinavium, Göteborg Nézőszám: 3663 Játékvezetők: Florescu, Stoia (ROU) |

| 2016. december 12. 20:45 | Svédország | 19–21       | Franciaország | Scandinavium, Göteborg Nézőszám: 5279 Játékvezetők: Alpaidze, Berezkina (RUS) |
| 2016. december 12. 20:45 | Roberts 5  | (10–12)     | Nze Minko 6   | Scandinavium, Göteborg Nézőszám: 5279 Játékvezetők: Alpaidze, Berezkina (RUS) |
| 2016. december 12. 20:45 | 2× 3×      | Jegyzőkönyv | 4× 2× 1×      | Scandinavium, Göteborg Nézőszám: 5279 Játékvezetők: Alpaidze, Berezkina (RUS) |

| 2016. december 14. 16:15 | Spanyolország | 24–29       | Hollandia | Scandinavium, Göteborg Nézőszám: 1896 Játékvezetők: Horváth, Marton (HUN) |
| 2016. december 14. 16:15 | Martín 6      | (13–15)     | Polman 10 | Scandinavium, Göteborg Nézőszám: 1896 Játékvezetők: Horváth, Marton (HUN) |
| 2016. december 14. 16:15 | 4× 3×         | Jegyzőkönyv | 4× 2×     | Scandinavium, Göteborg Nézőszám: 1896 Játékvezetők: Horváth, Marton (HUN) |

| 2016. december 14. 18:30 | Svédország    | 22–28       | Németország | Scandinavium, Göteborg Nézőszám: 5031 Játékvezetők: Brunovský, Čanda (SVK) |
| 2016. december 14. 18:30 | Alm, Hagman 4 | (9–12)      | Bolk 5      | Scandinavium, Göteborg Nézőszám: 5031 Játékvezetők: Brunovský, Čanda (SVK) |
| 2016. december 14. 18:30 | 3× 1×         | Jegyzőkönyv | 2× 2×       | Scandinavium, Göteborg Nézőszám: 5031 Játékvezetők: Brunovský, Čanda (SVK) |

| 2016. december 14. 20:45 | Szerbia       | 21–28       | Franciaország | Scandinavium, Göteborg Nézőszám: 2243 Játékvezetők: Christiansen, Hansen (DEN) |
| 2016. december 14. 20:45 | Stoiljković 6 | (12–15)     | Ayglon 6      | Scandinavium, Göteborg Nézőszám: 2243 Játékvezetők: Christiansen, Hansen (DEN) |
| 2016. december 14. 20:45 | 3× 3×         | Jegyzőkönyv | 3× 2×         | Scandinavium, Göteborg Nézőszám: 2243 Játékvezetők: Christiansen, Hansen (DEN) |

### 2. csoport
| Hely. | Csapat       | M | Gy | D | V | G+  | G–  | Gk  | P  | Továbbjutás   |
| ----- | ------------ | - | -- | - | - | --- | --- | --- | -- | ------------- |
| 1.    | Norvégia     | 5 | 5  | 0 | 0 | 127 | 109 | +18 | 10 | Elődöntők     |
| 2.    | Dánia        | 5 | 3  | 1 | 1 | 123 | 113 | +10 | 7  | Elődöntők     |
| 3.    | Románia      | 5 | 3  | 0 | 2 | 119 | 110 | +9  | 6  | Az 5. helyért |
| 4.    | Oroszország  | 5 | 1  | 2 | 2 | 116 | 121 | −5  | 4  |               |
| 5.    | Csehország   | 5 | 1  | 0 | 4 | 132 | 146 | −14 | 2  |               |
| 6.    | Magyarország | 5 | 0  | 1 | 4 | 111 | 129 | −18 | 1  |               |

| 2016. december 11. 16:15 | Csehország | 24–26       | Oroszország | Helsingborg Arena, Helsingborg Nézőszám: 1021 Játékvezetők: Brehmer, Skowronek (POL) |
| 2016. december 11. 16:15 | Růčková 5  | (12–14)     | Szeny 4     | Helsingborg Arena, Helsingborg Nézőszám: 1021 Játékvezetők: Brehmer, Skowronek (POL) |
| 2016. december 11. 16:15 | 2×         | Jegyzőkönyv | 1× 3×       | Helsingborg Arena, Helsingborg Nézőszám: 1021 Játékvezetők: Brehmer, Skowronek (POL) |

| 2016. december 11. 18:30 | Magyarország   | 21–29       | Románia  | Helsingborg Arena, Helsingborg Nézőszám: 2236 Játékvezetők: Brunovský, Čanda (SVK) |
| 2016. december 11. 18:30 | négy játékos 3 | (9–15)      | Neagu 10 | Helsingborg Arena, Helsingborg Nézőszám: 2236 Játékvezetők: Brunovský, Čanda (SVK) |
| 2016. december 11. 18:30 | 3× 3×          | Jegyzőkönyv | 3× 3×    | Helsingborg Arena, Helsingborg Nézőszám: 2236 Játékvezetők: Brunovský, Čanda (SVK) |

| 2016. december 11. 20:45 | Dánia           | 20–22       | Norvégia | Helsingborg Arena, Helsingborg Nézőszám: 2553 Játékvezetők: Marín, García (ESP) |
| 2016. december 11. 20:45 | három játékos 4 | (9–14)      | Mørk 5   | Helsingborg Arena, Helsingborg Nézőszám: 2553 Játékvezetők: Marín, García (ESP) |
| 2016. december 11. 20:45 | 3× 2×           | Jegyzőkönyv | 3× 2×    | Helsingborg Arena, Helsingborg Nézőszám: 2553 Játékvezetők: Marín, García (ESP) |

| 2016. december 13. 16:15 | Csehország | 28–30       | Románia  | Helsingborg Arena, Helsingborg Nézőszám: 773 Játékvezetők: Kijauskaite, Žaliene (LTU) |
| 2016. december 13. 16:15 | Luzumová 7 | (14–17)     | Neagu 10 | Helsingborg Arena, Helsingborg Nézőszám: 773 Játékvezetők: Kijauskaite, Žaliene (LTU) |
| 2016. december 13. 16:15 | 5× 4×      | Jegyzőkönyv | 4× 3×    | Helsingborg Arena, Helsingborg Nézőszám: 773 Játékvezetők: Kijauskaite, Žaliene (LTU) |

| 2016. december 13. 18:30 | Magyarország      | 23–24       | Norvégia | Helsingborg Arena, Helsingborg Nézőszám: 1042 Játékvezetők: Jurinović, Mrvica (CRO) |
| 2016. december 13. 18:30 | Görbicz, Kovács 5 | (9–11)      | Mørk 6   | Helsingborg Arena, Helsingborg Nézőszám: 1042 Játékvezetők: Jurinović, Mrvica (CRO) |
| 2016. december 13. 18:30 | 3× 2×             | Jegyzőkönyv | 3× 3×    | Helsingborg Arena, Helsingborg Nézőszám: 1042 Játékvezetők: Jurinović, Mrvica (CRO) |

| 2016. december 13. 20:45 | Dánia       | 26–26       | Oroszország | Helsingborg Arena, Helsingborg Nézőszám: 1672 Játékvezetők: Antić, Jakovljević (SRB) |
| 2016. december 13. 20:45 | Jørgensen 7 | (13–11)     | Szudakova 6 | Helsingborg Arena, Helsingborg Nézőszám: 1672 Játékvezetők: Antić, Jakovljević (SRB) |
| 2016. december 13. 20:45 | 4× 3×       | Jegyzőkönyv | 4× 4×       | Helsingborg Arena, Helsingborg Nézőszám: 1672 Játékvezetők: Antić, Jakovljević (SRB) |

| 2016. december 14. 16:15 | Magyarország | 26–26       | Oroszország  | Helsingborg Arena, Helsingborg Nézőszám: 732 Játékvezetők: Kurtagić, Wetterwik (SWE) |
| 2016. december 14. 16:15 | Kovács 6     | (14–13)     | Dmitrijeva 7 | Helsingborg Arena, Helsingborg Nézőszám: 732 Játékvezetők: Kurtagić, Wetterwik (SWE) |
| 2016. december 14. 16:15 | 4× 3×        | Jegyzőkönyv | 5× 2× 1×     | Helsingborg Arena, Helsingborg Nézőszám: 732 Játékvezetők: Kurtagić, Wetterwik (SWE) |

| 2016. december 14. 18:30 | Dánia    | 21–17       | Románia    | Helsingborg Arena, Helsingborg Nézőszám: 1582 Játékvezetők: Marin, Garcia (ESP) |
| 2016. december 14. 18:30 | Hansen 9 | (12–10)     | Buceschi 4 | Helsingborg Arena, Helsingborg Nézőszám: 1582 Játékvezetők: Marin, Garcia (ESP) |
| 2016. december 14. 18:30 | 7× 3× 1× | Jegyzőkönyv | 3× 3×      | Helsingborg Arena, Helsingborg Nézőszám: 1582 Játékvezetők: Marin, Garcia (ESP) |

| 2016. december 14. 20:45 | Csehország | 24–35       | Norvégia | Helsingborg Arena, Helsingborg Nézőszám: 853 Játékvezetők: Brehmer, Skowronek (POL) |
| 2016. december 14. 20:45 | Hrbková 7  | (17–18)     | Mørk 6   | Helsingborg Arena, Helsingborg Nézőszám: 853 Játékvezetők: Brehmer, Skowronek (POL) |
| 2016. december 14. 20:45 | 1× 2×      | Jegyzőkönyv | 1× 3×    | Helsingborg Arena, Helsingborg Nézőszám: 853 Játékvezetők: Brehmer, Skowronek (POL) |

## Helyosztók
A helyosztókon döntetlen esetén 2x5 perces hosszabbítás következik. Ha a hosszabbítás után is döntetlen az állás, akkor újabb 2x5 perc hosszabbítás következik. Ha ezt követően is döntetlen az állás, akkor  hétméteresek döntenek.
|  |                         |               |           |                         |    |           |           |       |
|  | Elődöntők               | Elődöntők     | Elődöntők |                         |    | Döntő     | Döntő     | Döntő |
|  | Elődöntők               | Elődöntők     | Elődöntők |                         |    | Döntő     | Döntő     | Döntő |
|  | december 16. – Göteborg |               |           |                         |    |           |           |       |
|  |                         |               |           |                         |    |           |           |       |
|  | Hollandia               | Hollandia     | 26        |                         |    |           |           |       |
|  | Hollandia               | Hollandia     | 26        | december 18. – Göteborg |    |           |           |       |
|  | Dánia                   | Dánia         | 22        |                         |    |           |           |       |
|  | Dánia                   | Dánia         | 22        |                         |    | Hollandia | Hollandia | 29    |
|  | december 16. – Göteborg |               |           |                         |    | Hollandia | Hollandia | 29    |
|  |                         |               | Norvégia  | Norvégia                | 30 |           |           |       |
|  | Norvégia                | Norvégia      | Norvégia  | Norvégia                | 30 | 20        |           |       |
|  | Norvégia                | Norvégia      |           |                         |    |           |           |       |
|  | Franciaország           | Franciaország | 16        |                         |    |           |           |       |
|  | Franciaország           | Franciaország | 16        | Bronzmérkőzés           |    |           |           |       |
|  |                         |               |           |                         |    |           |           |       |
|  | december 18. – Göteborg |               |           |                         |    |           |           |       |
|  |                         |               |           |                         |    |           |           |       |
|  | Dánia                   | Dánia         | 22        |                         |    |           |           |       |
|  | Dánia                   | Dánia         | 22        |                         |    |           |           |       |
|  | Franciaország           | Franciaország | 25        |                         |    |           |           |       |
|  | Franciaország           | Franciaország | 25        |                         |    |           |           |       |

### Elődöntők
| 2016. december 16. 18:15 | Hollandia | 26–22       | Dánia       | Scandinavium, Göteborg Nézőszám: 9853 Játékvezetők: Brunovský, Čanda (SVK) |
| 2016. december 16. 18:15 | Polman 7  | (13–13)     | Jørgensen 6 | Scandinavium, Göteborg Nézőszám: 9853 Játékvezetők: Brunovský, Čanda (SVK) |
| 2016. december 16. 18:15 | 2× 2×     | Jegyzőkönyv | 3× 3×       | Scandinavium, Göteborg Nézőszám: 9853 Játékvezetők: Brunovský, Čanda (SVK) |

| 2016. december 16. 20:45 | Norvégia | 20–16       | Franciaország | Scandinavium, Göteborg Nézőszám: 9908 Játékvezetők: Jurinović, Mrvica (CRO) |
| 2016. december 16. 20:45 | Mørk 7   | (11–9)      | Lacrabère 6   | Scandinavium, Göteborg Nézőszám: 9908 Játékvezetők: Jurinović, Mrvica (CRO) |
| 2016. december 16. 20:45 | 4× 3×    | Jegyzőkönyv | 1× 2×         | Scandinavium, Göteborg Nézőszám: 9908 Játékvezetők: Jurinović, Mrvica (CRO) |

### Az 5. helyért
| 2016. december 16. 15:45 | Németország | 22–23       | Románia  | Scandinavium, Göteborg Nézőszám: 2210 Játékvezetők: Arntsen, Røen (NOR) |
| 2016. december 16. 15:45 | Huber 5     | (11–11)     | Zamfir 6 | Scandinavium, Göteborg Nézőszám: 2210 Játékvezetők: Arntsen, Røen (NOR) |
| 2016. december 16. 15:45 | 2× 4×       | Jegyzőkönyv | 2× 3×    | Scandinavium, Göteborg Nézőszám: 2210 Játékvezetők: Arntsen, Røen (NOR) |

### Bronzmérkőzés
| 2016. december 18. 15:30 | Dánia       | 22–25       | Franciaország | Scandinavium, Göteborg Nézőszám: 8391 Játékvezetők: Florescu, Stoia (ROU) |
| 2016. december 18. 15:30 | Jørgensen 6 | (9–14)      | Nze Minko 5   | Scandinavium, Göteborg Nézőszám: 8391 Játékvezetők: Florescu, Stoia (ROU) |
| 2016. december 18. 15:30 | 4× 2× 1×    | Jegyzőkönyv | 3× 2×         | Scandinavium, Göteborg Nézőszám: 8391 Játékvezetők: Florescu, Stoia (ROU) |

### Döntő
| 2016. december 18. 18:00 | Hollandia | 29–30       | Norvégia | Scandinavium, Göteborg Nézőszám: 11 037 Játékvezetők: Alpaidze, Berezkina (RUS) |
| 2016. december 18. 18:00 | Snelder 6 | (15–15)     | Mørk 12  | Scandinavium, Göteborg Nézőszám: 11 037 Játékvezetők: Alpaidze, Berezkina (RUS) |
| 2016. december 18. 18:00 | 2× 3×     | Jegyzőkönyv | 2× 2×    | Scandinavium, Göteborg Nézőszám: 11 037 Játékvezetők: Alpaidze, Berezkina (RUS) |

| A 2016-os női kézilabda-Európa-bajnokság győztese |
| ------------------------------------------------- |
| · Norvégia · 7. cím                               |

## Végeredmény
| Helyezés | Csapat        | M | Gy | D | V | G+  | G–  | Gk  | P  |
| -------- | ------------- | - | -- | - | - | --- | --- | --- | -- |
| Arany    | Norvégia      | 8 | 8  | 0 | 0 | 211 | 170 | +41 | 16 |
| Ezüst    | Hollandia     | 8 | 6  | 0 | 2 | 227 | 201 | +26 | 12 |
| Bronz    | Franciaország | 8 | 6  | 0 | 2 | 183 | 164 | +19 | 12 |
| 4.       | Dánia         | 8 | 4  | 1 | 3 | 188 | 185 | +3  | 9  |
|          |               |   |    |   |   |     |     |     |    |
| 5.       | Románia       | 7 | 5  | 0 | 2 | 173 | 158 | +15 | 10 |
| 6.       | Németország   | 7 | 4  | 1 | 2 | 169 | 155 | +14 | 9  |
|          |               |   |    |   |   |     |     |     |    |
| 7.       | Oroszország   | 6 | 2  | 2 | 2 | 148 | 147 | +1  | 6  |
| 8.       | Svédország    | 6 | 1  | 1 | 4 | 149 | 156 | –7  | 3  |
| 9.       | Szerbia       | 6 | 2  | 1 | 3 | 158 | 176 | –18 | 5  |
| 10.      | Csehország    | 6 | 1  | 0 | 5 | 159 | 174 | –15 | 2  |
| 11.      | Spanyolország | 6 | 1  | 1 | 4 | 138 | 140 | –2  | 3  |
| 12.      | Magyarország  | 6 | 1  | 1 | 4 | 132 | 143 | –11 | 3  |
|          |               |   |    |   |   |     |     |     |    |
| 13.      | Montenegró    | 3 | 1  | 0 | 2 | 63  | 70  | –7  | 2  |
| 14.      | Szlovénia     | 3 | 1  | 0 | 2 | 77  | 89  | –12 | 2  |
| 15.      | Lengyelország | 3 | 0  | 0 | 3 | 65  | 84  | –19 | 0  |
| 16.      | Horvátország  | 3 | 0  | 0 | 3 | 68  | 97  | –29 | 0  |

## Díjak
Az All-star csapara a torna hivatalos oldalán lehetett szavazni. A közönségszavatok 40%-ban számítottak bele a végeredménybe, 60%-ban pedig a szakértői szavazatok.
All-star csapat
| Poszt      | Név            | Nemzet        |
| ---------- | -------------- | ------------- |
| Kapus      | Sandra Toft    | Dánia         |
| Balszélső  | Camilla Herrem | Norvégia      |
| Balátlövő  | Cristina Neagu | Románia       |
| Irányító   | Nycke Groot    | Hollandia     |
| Beálló     | Yvette Broch   | Hollandia     |
| Jobbátlövő | Nora Mørk      | Norvégia      |
| Jobbszélső | Carmen Martín  | Spanyolország |

- Legjobb védőjátékos: Béatrice Edwige (FRA)
- Legértékesebb játékos: Nycke Groot (NED)

## Statisztikák

### Góllövőlista
| Helyezés | Név                 | Csapat        | Gólok | Lövések | %  |
| -------- | ------------------- | ------------- | ----- | ------- | -- |
| 1        | Nora Mørk           | Norvégia      | 53    | 95      | 56 |
| 2        | Stine Jørgensen     | Dánia         | 47    | 81      | 58 |
| 3        | Cristina Neagu      | Románia       | 46    | 89      | 52 |
| 4        | Estavana Polman     | Hollandia     | 39    | 68      | 57 |
| 5        | Svenja Huber        | Németország   | 35    | 58      | 60 |
| 5        | Nycke Groot         | Hollandia     | 35    | 53      | 66 |
| 5        | Estelle Nze Minko   | Franciaország | 35    | 59      | 59 |
| 8        | Isabelle Gulldén    | Svédország    | 31    | 58      | 53 |
| 8        | Alexandra Lacrabère | Franciaország | 31    | 59      | 53 |
| 10       | Michaela Hrbková    | Csehország    | 30    | 56      | 54 |

Forrás: EHF Archiválva 2016. december 21-i dátummal a Wayback Machine-ben Legutóbb frissítveː 2016. december 18.

### Kapusok
| Helyezés | Név                 | Csapat        | %  | Védések | Kapott lövések |
| -------- | ------------------- | ------------- | -- | ------- | -------------- |
| 1        | Viktorija Kalinyina | Oroszország   | 41 | 39      | 96             |
| 1        | Silje Solberg       | Norvégia      | 41 | 68      | 164            |
| 3        | Amandine Leynaud    | Franciaország | 40 | 41      | 102            |
| 4        | Laura Glauser       | Franciaország | 39 | 66      | 169            |
| 4        | Silvia Navarro      | Spanyolország | 39 | 64      | 164            |
| 6        | Denisa Dedu         | Románia       | 38 | 56      | 146            |
| 7        | Sandra Toft         | Dánia         | 35 | 85      | 244            |
| 7        | Kari Aalvik Grimsbø | Norvégia      | 35 | 39      | 113            |
| 7        | Clara Woltering     | Németország   | 35 | 76      | 217            |
| 10       | Johanna Bundsen     | Svédország    | 34 | 47      | 138            |
| 10       | Tess Wester         | Hollandia     | 34 | 95      | 281            |

Forrás: EHF Archiválva 2020. augusztus 12-i dátummal a Wayback Machine-ben Legutóbb frissítve: 2016. december 18.